# Thierno Mamou
Thierno Mamou (né Thierno Mamadou Barry en 27 août 1991 à Macenta) est un humoriste et acteur guinéen,.

## Biographie et études
Après ces études primaires il est arrivé à Mamou en 2000 après le mouvement de la rébellion qui a frappé la Guinée forestière. 

## Carrière d'acteur
C'est en 2006 que Thierno Mamou a commencé à s'identifier dans l'humour à travers les prestations de sainete dans son école, en 2008 il intègre le CECOJE de Mamou (centre d'écoute de conseils et d'orientation pour jeunes) cela fut un tournant décisif dans sa carrière.
En 2010, avec son équipe ils remportent le premier prix en théâtre au festival national des arts et de la culture (FENAC). Continuant sur cet élan de se forger il rencontre l'ambassadeur de l'humour guinéen Mamadou Thug son idole.
En 2018, le jeune participe comme compétiteur au festival des arts et du rire (FAR) de Labé organisé chaque année par Mamadou thug où étaient invités les grands comédien ivoiriens Michel Gohou et Dao et il remporte le prix Sow Bailo.
En septembre 2019, il représente le pays au Parlement du rire à Abidjan où tous les pays francophones étaient au rendez-vous, à la même année il preste au stade du 28-Septembre à l'événement de Al souare dénommé Indépendance show au côté de Sow Pedro ,les zinzins de l'art , Boukary.
Invité à représenter la Guinée au match du rire empêché par la COVID-19 en 2020. 
Il évolue dans la maison Soudou Daardja Prod.

## Prestation

### Nationales
Il participe à des événements nationaux :
- 2010 : Festival national des arts et de la culture à Conakry (FENAC)
- 2018 et 2019 : Festival des arts et du rire de Labé (FAR)
- 2018 : Salon Artisanal de Dalaba (SAD)
- 2019 : Match du Rire au Palais du peuple de Guinée
- 2019 : Independance Days
- 2019 : Festi Foire de Mamou
- 2020 : Match du Rire au Palais du peuple de Guinée

### Internationale
- 2019 : 9eme saison du Parlement du Rire a Abidjan[4]

## Prix et reconnaissances
- 2010 : Premier prix au festival national des arts et de la culture (FENAC)
- 2018 : Lauréat du Prix Sow Bailo au FAR de Labé

## Vie privée
Marie depuis 2019 et père d'un garçon.